# Seznam starostů Miami

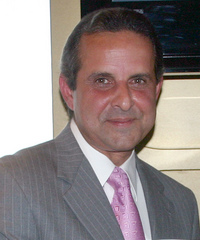
Manny Diaz, starosta Miami v letech 2001 až 2009

Zde je seznam starostů města Miami od roku 1896:
| Období    | Starosta                          |
| --------- | --------------------------------- |
| 1896–1900 | John B. Reilly                    |
| 1900–1903 | J. E. Lemus                       |
| 1903–1907 | John Sewell                       |
| 1907–1911 | F. H. Wharton                     |
| 1911–1912 | S. Rodman Smith                   |
| 1912–1913 | J. W. Watson starší (zastupující) |
| 1913–1915 | J. W. Watson starší               |
| 1915–1917 | P. A. Henderson                   |
| 1917–1919 | J. W. Watson starší               |
| 1919–1921 | W. P. Smith                       |
| 1921–1923 | C. D. Leffler                     |
| 1923–1925 | P. A. Henderson                   |
| 1925–1927 | Edward C. Romfh                   |
| 1927–1929 | E. G. Sewell                      |
| 1929–1931 | C. H. Reeder                      |
| 1931–1933 | R. B. Gautier                     |
| 1933–1935 | E. G. Sewell                      |
| 1935–1937 | A. D. H. Fossey                   |
| 1937–1939 | Robert R. Williams                |
| 1939–1940 | E. G. Sewell                      |
| 1940–1941 | Alexander Orr, Jr.                |
| 1941–1943 | C. H. Reeder                      |
| 1943–1945 | Leonard K. Thomson                |
| 1945–1947 | Perrine Palmer, Jr.               |
| 1947–1949 | Robert L. Floyd                   |
| 1949–1951 | William M. Wolfarth               |
| 1951–1953 | Chelsie J. Senerchia              |
| 1953–1955 | Abe Aronovitz                     |
| 1955–1957 | Randy Christmas                   |
| 1957–1967 | Robert King High                  |
| 1967–1970 | Stephen P. Clark                  |
| 1970–1973 | David T. Kennedy                  |
| 1973      | Maurice Ferre                     |
| 1973      | David T. Kennedy                  |
| 1973–1985 | Maurice Ferre                     |
| 1985–1993 | Xavier Suarez                     |
| 1993–1996 | Stephen P. Clark                  |
| 1996      | Willy Gort (zastupující)          |
| 1996–1997 | Joe Carollo                       |
| 1997–1998 | Xavier Suarez                     |
| 1998–2001 | Joe Carollo                       |
| 2001–2009 | Manny Diaz                        |
| 2009–2017 | Tomás Regalado                    |
| 2017–     | Francis X. Suarez                 |